# Fraquelfing
Fraquelfing ist eine französische Gemeinde mit 84 Einwohnern (Stand 1. Januar 2022) im Département Moselle in der Region Grand Est (bis 2015 Lothringen). Sie gehört zum Arrondissement Sarrebourg-Château-Salins.

## Geografie
Der Ort liegt am Südostrand des Départements, etwa elf Kilometer südlich von Sarrebourg auf einer Höhe zwischen 282 und 374 m über dem Meeresspiegel. Das Gemeindegebiet umfasst 4,58 km².
Den Südteil der Gemeinde bedeckt ein Teil des Bois de Harcholins (Wald von Harschlingen).

## Geschichte
Das Dorf wurde erstmals 1205 als Vrahelfingen erwähnt und lag damals im deutschen Sprachgebiet, seit 1661 gehört es zu Frankreich. 1915–18 und 1940–44 trug es den Namen Frackelfingen.

### Bevölkerungsentwicklung

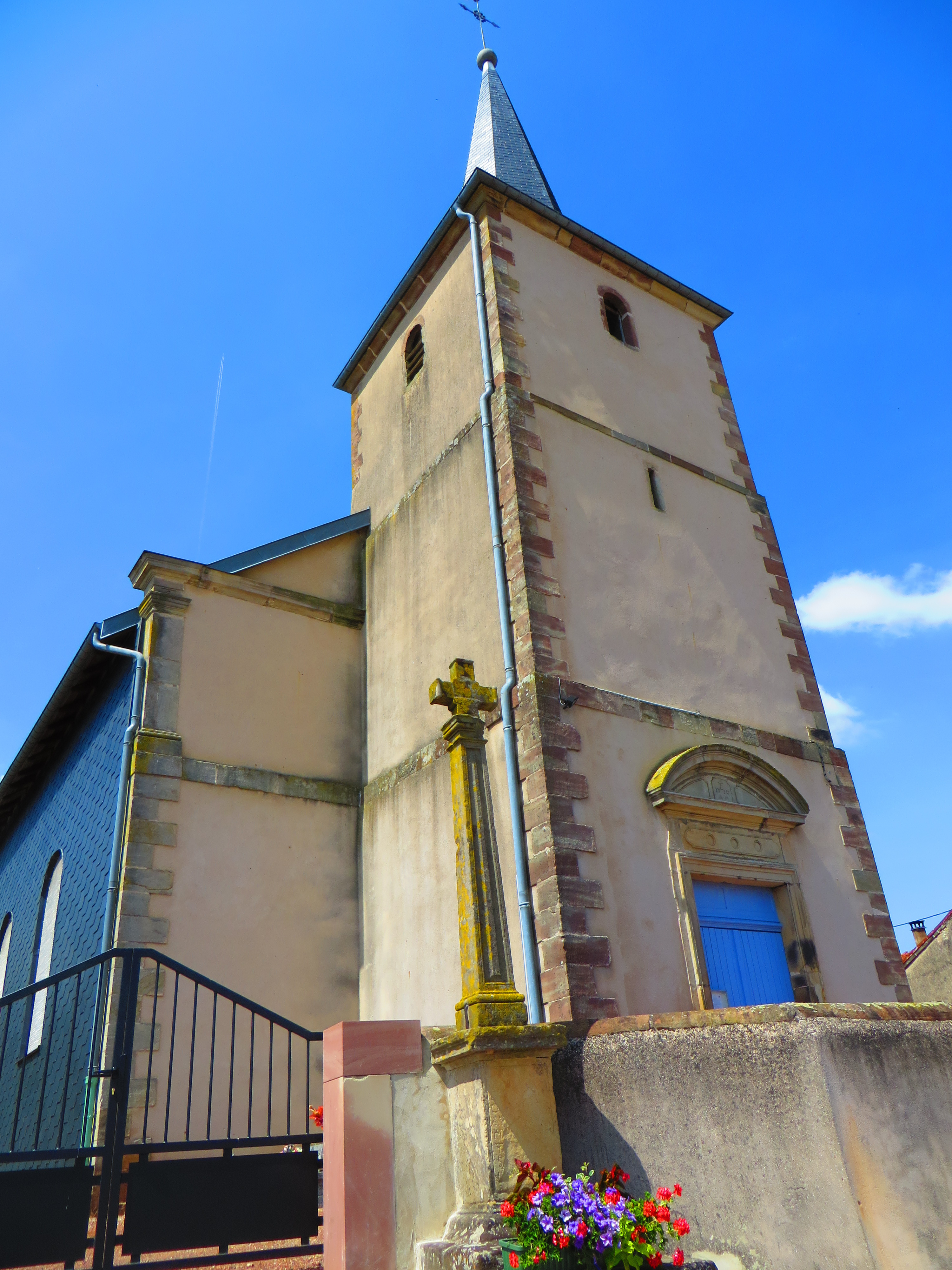
Kirche Sainte-Anne

| Jahr      | 1962 | 1968 | 1975 | 1982 | 1990 | 1999 | 2007 | 2019 |
| Einwohner | 96   | 103  | 107  | 96   | 101  | 108  | 93   | 85   |